# Coupe de France féminine de handball 2001-2002
Navigation
2000-2001 2002-2003
La coupe de France 2001-2002 est la 11e édition de la coupe de France féminine de handball, compétition à élimination directe mettant aux prises des clubs de handball amateurs et professionnels affiliés à la Fédération française de handball.
Le tenant du titre est l'ES Besançon, vainqueur en 2000-2001 de Metz.
La finale est remportée par ES Besançon face à Cercle Dijon Bourgogne (25-22). Besançon remporte son 2e titre dans la compétition.

## Résultats

### Troisième tour
Le tirage du 3e tour a eu lieu en novembre 2001. Les résultats sont :
| Équipe 1                       | Score   | Équipe 2                          | Aller   | Retour  |
| ------------------------------ | ------- | --------------------------------- | ------- | ------- |
| CJF Fleury-les-Aubrais (D2)    | ? – ?   | SA Mérignac (D1)                  | ? – ?   | ? – ?   |
| Le Havre AC (D2)               | ? – ?   | US Alfortville (D1)               | 26 – 24 | ? – ?   |
| AS Bondy (D1)                  | 54 – 54 | SC Angoulême (D2)                 | 30 – 22 | 24 – 32 |
| Brest Pen Ar Bed (D2)          | ? – ?   | Issy-les-Moulineaux Handball (D1) | 26 – 34 | ? – ?   |
| Noisy-le-Grand handball (N1)   | ? – ?   | Toulon Var ASCEM (D1)             | 15 – 24 | ? – ?   |
| Cercle Dijon Bourgogne (D1)    | ? – ?   | ASPTT Strasbourg (D2)             | 48 – 21 | ? – ?   |
| Toulouse Féminin Handball (D1) | ? – ?   | HOC Saint-Cyr-sur-Mer (D2)        | 23 – 27 | ? – ?   |
| US Mios (D2)                   | ? – ?   | Poitiers EC (D2)                  | ? – ?   | ? – ?   |

### Huitièmes de finale
Le tirage des huitièmes de finale a eu lieu le 10 décembre 2001
| Équipe 1                          | Score   | Équipe 2                       | Aller   | Retour  |
| --------------------------------- | ------- | ------------------------------ | ------- | ------- |
| CJF Fleury-les-Aubrais (D2)       | ? – ?   | Toulon Var ASCEM (D1)          | ? – ?   | ? – ?   |
| AS Bondy (D1)                     | 62 – 54 | Poitiers EC (D2)               | 29 – 30 | 33 – 24 |
| Issy-les-Moulineaux Handball (D1) | ? – ?   | Toulouse Féminin Handball (D1) | ? – ?   | ? – ?   |
| Cercle Dijon Bourgogne (D1)       | ? – ?   | Le Havre AC (D2)               | ? – ?   | ? – ?   |

### Quarts de finale
Le tirage des quarts de finale a eu lieu le 5 janvier 2002. Ils réunissent les 4 clubs qualifiés à l'issue des huitièmes de finale ainsi que les 4 clubs de D1 exemptés des tours précédents : l'ES Besançon, l'ASPTT Metz, le HBC Nîmes et le Sun A.L. Bouillargues.
Les résultats sont :
| Équipe 1                    | Score   | Équipe 2                       | Aller   | Retour  |
| --------------------------- | ------- | ------------------------------ | ------- | ------- |
| Sun A.L. Bouillargues (D1)  | 47 – 50 | AS Bondy (D1)                  | 22 – 19 | 25 – 31 |
| HBC Nîmes (D1)              | 45 – 32 | Toulouse Féminin Handball (D1) | 23 – 15 | 22 – 17 |
| ES Besançon (D1)            | 48 – 39 | ASPTT Metz (D1)                | 21 – 18 | 27 – 21 |
| Cercle Dijon Bourgogne (D1) | 54 – 45 | Toulon Var ASCEM (D1)          | 29 – 20 | 25 – 25 |

### Tableau final
Les résultats sont :
|  | Demi-finales                | Demi-finales                |                  |    | Finale      | Finale      |
|  | Demi-finales                | Demi-finales                |                  |    | Finale      | Finale      |
|  |                             |                             |                  |    |             |             |
|  | 1er juin 2002               | 1er juin 2002               |                  |    | 2 juin 2002 | 2 juin 2002 |
|  | 1er juin 2002               | 1er juin 2002               |                  |    | 2 juin 2002 | 2 juin 2002 |
|  | HBC Nîmes (D1)              | 17                          |                  |    | 2 juin 2002 | 2 juin 2002 |
|  | HBC Nîmes (D1)              | 17                          |                  |    | 2 juin 2002 | 2 juin 2002 |
|  | ES Besançon (D1)            | 18                          |                  |    | 2 juin 2002 | 2 juin 2002 |
|  | ES Besançon (D1)            | 18                          | ES Besançon (D1) | 25 |             |             |
|  | 1er juin 2002               |                             | ES Besançon (D1) | 25 |             |             |
|  |                             | Cercle Dijon Bourgogne (D1) | 22               |    |             |             |
|  | Cercle Dijon Bourgogne (D1) | Cercle Dijon Bourgogne (D1) | 22               | 34 |             |             |
|  | Cercle Dijon Bourgogne (D1) |                             |                  | 34 |             |             |
|  | AS Bondy (D1)               | 15                          |                  |    |             |             |
|  | AS Bondy (D1)               | 15                          |                  |    |             |             |

#### Demi-finales
Dans la première demi-finale, le Cercle Dijon Bourgogne bat l'AS Bondy 34-15 (19-6)
- Dijon :
  - Gardiennes : Dézert (15 arrêts), Bouveret (4 arrêts)
  - Joueuses de champ > Roussillon (4/5). Le Goff (3/4), Naudin (3/5), Thibert (2/2), Cendré (1/2), Pecqueux-Rolland (4/5), Bengué (3/8), Jacquinot (1/1), Kiala (6/9 dt 1/1 pen.), Napar-Groposila (7/9 dt 1/1 pen.).
- Bondy
  - Gardiennes : Pecta (6 arrêts), Bobolinoiu (5 arrêts)
  - Joueuses de champ : Pavel (3/0), Delaporte (2/4), Diagne (1/8), Barrie (0/2), Aratus (1/4), Moussier (2/5), Moukila (2/4), Belakhdar (1/4), Quetin (3/6).
- Arbitres : François Garcia et Jean-Pierre Moréno
- 250 spectateurs.

Dans la seconde demi-finale, l'ES Besançon bat le HBC Nîmes 18-17 (9-8) :
- Besançon
  - Gardiennes : Nicolas (14 arrêts). Leclerc (2 arrêts)
  - Joueuses de champ : Fiossonangaye (3/7 dt 1/2 pen.), Mariot-Delerce (1/3), Herbrecht (0/4), Tervel (1/3), Antic (1/3), Bozovic (4/6), Castioni (4/4), Saïd-Mohamed (0/3), Amariei (3/7), Bournez.
- Nîmes 
  - Gardiennes : Dudziak (14 arrêts), Roşu.
  - Joueuses de champ : Oberlé (2/3), Barrai (2/3). Parat (4/13 dt 1/2 pen.), Jover (2/3), Macra (0/5), Daizé (1/5), Roca (3/7), Lerus (3/5 dt 1/1 pen.), Chepy, Bosc.
- Arbitres : MM Litou et Serrano
- 1000 spectateurs.

#### Finale
| 3 juin 2002 | ES Besançon      | 25 - 22              | Cercle Dijon Bourgogne | Le Parnasse, Nîmes Affluence : 600 Arbitrage : Sylvie Borotti et Odile Marcet |
| 3 juin 2002 | Carmen Amariei 8 | (9 - 12)             | Bengue et Kiala 6      | Le Parnasse, Nîmes Affluence : 600 Arbitrage : Sylvie Borotti et Odile Marcet |
| 3 juin 2002 | ×5               | Hand Action Handzone | ×5                     | Le Parnasse, Nîmes Affluence : 600 Arbitrage : Sylvie Borotti et Odile Marcet |

| ES Besançon             |                         |         |
| Gardiennes de but :     |                         |         |
| Valérie Nicolas         | 9 ou 16 arrêts          |         |
| Vanessa Leclerc         |                         |         |
| Joueuses de champ :     |                         |         |
| Carmen Amariei          | 7/10 (6/6 pen.) ou 8/10 | 57'     |
| Myriame Saïd Mohamed    | 5/6                     |         |
| Sandrine Delerce        | 5/6 ou 4/6              | 44' 57' |
| Svetlana Mugoša-Antić   | 4/6 ou 4/7              | 17'     |
| Stéphanie Fiossonangaye | 2/5 (2/2 pen.)          |         |
| Alexandra Castioni      | 1/4                     | 26'     |
| Raphaëlle Tervel        | 1/3 ou 1/5              |         |
| Stanka Božović          | 0/2                     |         |
| Sophie Herbrecht        | 0/4                     |         |
| etc.                    |                         |         |
| Entraîneur :            |                         |         |
| Christophe Maréchal     |                         |         |

| Cercle Dijon Bourgogne     |                         |     |
| Gardiennes de but :        |                         |     |
| Marie-Annick Dézert        | 10 ou 12 arrêts         |     |
| Joanna Bouveret            | 3 arrêts                |     |
| Joueuses de champ :        |                         |     |
| Ilda Bengue                | 6/13 (3/3 pen.) ou 6/12 | 56' |
| Marcelina Kiala            | 6/12 (0/1 pen.) ou 6/15 |     |
| Delphine Cendré            | 3/5 ou 3/4              | 49' |
| Ludivine Jacquinot         | 2/2                     | 28' |
| Ana-Maria Grozav-Stecz     | 2/5                     |     |
| Cécile Le Goff             | 2/6                     | 27' |
| Mélanie Roussillon         | 1/3 ou 1/6              |     |
| Aurélie Thibert            |                         | 21' |
| etc.                       |                         |     |
| Entraîneur :               |                         |     |
| Fred Willi et Pierre Terzi |                         |     |

## Vainqueur
| Vainqueur de la Coupe de France 2001-2002 ES Besançon 2e victoire |